# Hooky
Hooky és un còmic digital d'aventures fantàstic escrit i il·lustrat per l'autora catalana Míriam Bonastre Tur. Originalment serialitzat com a webtoon a l'aplicació Webtoon de Naver Corporation del 2015 al 2020, Houghton Mifflin Harcourt va publicar el primer volum de Hooky el 2021 i el segon el 2022; l'autora ha escrit també un tercer volum de l'obra, que està previst que es publiqui la tardor de 2023.
La sèrie segueix la jove bruixa Dani i el seu germà bessó i bruixot Dorian, que provenen d'una família poderosa. Després de perdre l'autobús fins a l'escola de màgia, finalment s'emboliquen en una guerra profetitzada entre bruixes i humans. El còmic va començar en el servei publicat per usuaris Challenge League (després anomenat Canvas) de Webtoon Challenge League. Bonastre el va desenvolupar a partir d'un esbós d'una noia i un noi bessons que fan bruixeria mentre estava a l'escola d'art, per tal d'entrar al primer concurs de la Challenge League per a la seva publicació formal. Tot i que no va guanyar, Hooky va ser finalment seleccionada per al seu llançament com un Webtoon Original l'abril de 2015.
El webtoon ha rebut crítiques molt positives des de la seva publicació, amb elogis pels seus personatges i per l'estil artístic. La sortida al mercat de la novel·la gràfica de Hooky es va col·locar a la llista dels més venuts de The New York Times l'octubre del 2021.

## Argument
La història segueix els personatges principals Daniela "Dani" i Dorian Wytte, una bruixa i un bruixot bessons de 12 anys que perden l'autobús cap a l'escola de màgia. En lloc de tornar a casa, la parella opta per trobar un mentor, triant inicialment la seva tia Hilde. Després de fracassar en la missió que els va encomanar aquesta la parella comença a buscar un nou mentor. En un tren, els bessons coneixen en Nico, un nen trapella que no és mag i que viu amb un endeví anomenat Pendragon. Nico convenç als Wytte perquè el coneguin i Pendragon accepta els joves com a estudiants; Monica, la princesa del regne, finalment s'uneix com a quarta estudiant. Aquesta està intentant salvar el seu promés, el príncep William, i inicialment vol Pendragon com a endeví; però decideix que viure entre els bruixots és més valuós per a la seva recerca.
La sèrie està ambientada en un món de fantasia amb un conflicte històric entre persones no-màgiques i persones bruixes; tot i que sota el govern actual del rei la caça de bruixes és il·legal, l'animadversió entre tots dos grups es manté. Sense que Dani i e Dorian ho sàpiguen, bruixes poderoses, entre elles la tia i els pares dels germans, estan planejant matar l'actual rei i substituir-lo per una bruixa, com a mitjà per crear una nova era per a les bruixes.

## Personatges
- Daniela "Dani" Wytte: la protagonista femenina de la sèrie. Alegre i extrovertida, és més social que el seu germà bessó Dorian, així com una hàbil genet d'escombra. Tanmateix, lluita amb la màgia, i li costa produir encanteris. Quan ho fa, sovint resulten perillosos i destructius, per a consternació de Dani. És filla de Hans i Angela Wytte i germana petita de Damien Wytte i bessona de Dorian.
- Dorian Wytte: el protagonista masculí de la sèrie. Molt estudiós i amb talent per a la màgia, és capaç de produir encanteris poderosos amb facilitat. En Dorian, però, no pot muntar una escombra i és significativament més maldestre socialment que la seva germana bessona Dani. Dorian és el segon fill de Hans i Angela Wytte, el germà petit de Damien Wytte i bessó de Dani, i hereu de la família Wytte.
- Monica: la princesa del regne que empren una recerca per salvar el seu futur marit capturat, William. Comença la sèrie essent egocèntrica, ignorant i desconfiada de les bruixes, tot i que finalment fa amistat amb Dani i Dorian i comença a aprendre a utilitzar la màgia ella mateixa.
- Nico: un nen trapella i extravertit, fill adoptiu de Pendragon. Al començament de la sèrie, Nico té baixa autoestima i va desenvolupant un sentiment de gelosia per la popularitat d'en Mark i de l'habilitat d'en Dorian com a bruixot, cosa que fa que Nico odiï el primer i faci burla del segon. Nico, que sempre ha pensat que era una persona no màgica, finalment s'assabenta que és un bruixot.
- Damien Wytte: el fill gran desconegut de la família Wytte, Damien és un bruixot molt poderós, intel·ligent i hàbil en el combat. A l'inici de la sèrie, Damien ja s'havia incorporat a la cort reial i servia al rei, així com a la princesa Mònica. És distant, silenciós i sec.
- Mark Evans: el fill jove d'un forner que treballa a la fleca d'aquest. És amable i servicial, així com un amic de la infància (i suposat rival) de Nico. Finalment fa amistat amb Dani, Dorian i Monica. Sense que ell ho sàpiga, Dani s'enamora d'ell.
- William: un príncep i promès de la Monica. És una persona optimista però un lluitador poc hàbil, i vol fer-se més fort i un príncep estereotip digne dels afectes de Monica. Ell, com els altres prínceps, va ser capturat i empresonat per les bruixes.
- Aisha: una jove princesa i germana petita d'Amir. És molt intel·ligent i dedicada al seu regne. Va ser capturada a la roca flotant juntament amb els prínceps.
- Pendragon: un bruixot endeví amb clarividència. Preveu el resultat del complot de les bruixes i, en un intent d'aturar-lo, admet Dani i Dorian com a estudiants.
- Hans Wytte: el patriarca arrogant de la casa Wytte i un del bruixots més poderosos que viuen actualment. Va néixer a la família Wytte, una antiga família de bruixes molt respectada coneguda pel seu poder. Pare de Dani, Dorian i Damien Wytte i marit d'Angela.
- Angela Wytte: esposa de Hans Wytte. Normalment és molt tranquil·la i es preocupa sobretot pels seus fills. Tanmateix, també és molt poderosa i disposada a utilitzar aquest poder quan es consideri necessari. Mare de Dani, Dorian i Damien Wytte i esposa de Hans.
- Hilde Wytte: germana de Hans i membre biològic de la prestigiosa família Wytte. És molt intel·ligent, calculadora i extremadament poderosa. Tia de Dani, Dorian i Damien.
- Amir: un príncep despreocupat, extravertit, intel·ligent i germà gran d'Aisha. Va ser empresonat amb els altres prínceps abans d'escapar amb Damien i William.
- Alex: un bruixot extravertit que és músic i que abandona l'escola de màgia. Ajuda Dani, Dorian, Nico i Monica durant el dissabte de bruixes, fent-se amistat amb ells.
- Ivy: una de les dames de companyia de Monica, amiga íntima seva i cosina de William.
- Anne: la més gran de les dames de companyia de Monica i també una de les seves amigues íntimes.
- Noah: un bruixot, amic íntim i company de la banda d'Alex. És el més parlador dels amics d'aquest.
- Barry: un bruixot, amic íntim i company de la banda d'Alex. Ell és el menys parlador dels amics de l'Alex, i generalment condueix la furgoneta del grup.
- Cap de la presó: una bruixa sense nom que encapçala la presó sobre la roca flotant. Acusa els Wyttes de traïció després que Dorian intentés robar un ou de drac.
- Carlo: una granota de llengua de foc adoptada per Dorian.
- Minino: el gat mascota de Dani i esperit de la foscor.

## Història de la publicació

### Desenvolupament del projecte
L'autora Míriam Bonastre Tur va dibuixar primer els personatges principals Dani i Dorian Wytte, llavors sense nom, com a part d'un repte Inktober a principis de 2014. Aleshores era estudiant de l'Escola Joso a Barcelona. En trobar-los divertits de dibuixar, es va "obsessionar amb ells" i els va dibuixar repetidament durant tot el mes de novembre. Finalment, Bonastre va decidir fer una història per als personatges. Una de les seves primeres idees per a la història va ser la següent premissa: dos nens màgics perdien l'autobús per anar a l'escola i finalment es veuen embolicats en un complot malvat. Unes setmanes més tard, havia desenvolupat els personatges principals i les seves relacions, els ritmes i girs principals de la trama i una estructura completa de la història. Algunes vinyetes inicials es van dibuixar com a tasques de classe. El personatge de Carlo, una granota que escup foc, es va inspirar i porta el nom d'un amic de Bonastre. Quan va escriure Hooky, es va sentir malament per fer que Dorian perdés el seu ou de drac, i Carlo, un company de classe, li va suggerir que li regalés una "granota de drac" com a mascota per compensar-ho.
Bonastre va dibuixar els primers episodis com un còmic habitual abans d'adaptar-lo a l'estil webtoon (amb desplaçament per la pantalla). Inicialment, va trobar difícil l'estil vertical d'una sola pàgina, ja que estava acostumada a l'estil basat en fulls dels còmics impresos. Tanmateix, després d'una mica d'entrenament, Bonastre s'hi va aficionar més. Li agradava que, als còmics digitals, els lectors no tinguessin una visió general de les pàgines mentre les llegeixen, fent que les vinyetes sorprenents o dramàtiques siguin més efectives. També va apreciar el fet que podia crear vinyetes extremadament llargues, o "vinyetes de vista d'ocell", que permetien als lectors "veure tota l'escena i moure's en l'espai i el temps amb els personatges mentre et desplaceu cap avall". Les va comparar amb les pàgines de presentació de les publicacions tradicionals, però sense les limitacions de la impressió. L'estil artístic de Hooky es simplifica respecte a l'habitual de Bonastre, la qual cosa li permet centrar-se en les expressions dels personatges i permetre un moviment més lleuger d'aquests. També va afirmar que li dona més espai per dibuixar fons detallats.
En una entrevista a Webtoon el 2019, Bonasatre va citar Harry Potter i Avatar: l'últim mestre de l'aire com a inspiracions per conceptualitzar Hooky. Li agradava especialment que totes dues fossin històries de fantasia protagonitzades per nens i adolescents amb èmfasi en les seves dinàmiques, amistats i aspectes commovedors. La seva intenció era emular els seus mons feliços i màgics i després "destruir-lo amb drama i foscor". Altres obres citades com a influències inclouen Fruits Basket, Kiki's Delivery Service, La màgica Do-Re-Mi, Fullmetal Alchemist i el treball de Kaoru Mori (Emma i A Bride's Story). Bonastre va afirmar que té "una tendència a obsessionar-se amb obres concretes durant períodes de [la seva] vida" i va seleccionar influències que l'emocionaven quan era jove. Amb Hooky, pretenia crear un còmic que tant el seu jo més jove de "fangirl" com el jo adult actual poguessin gaudir.

### Publicació
En línia
A principis de 2015, el servei d'autopublicació de Webtoon Challenge League, ara anomenat Canvas, va organitzar la seva primera competició per a la publicació formal amb el segell "Originals" de Webtoon. A proposta d'una amiga, Bonastre va desenvolupar i publicar Hooky a Challenge League i va participar en el concurs. Tot i que no es va classificar, l'artista va continuar treballant i actualitzant regularment el còmic. Webtoon finalment s'hi va posar en contacte uns mesos més tard per a una publicació formal sota el segell Originals. La pàgina original de la Challenge League es va esborrar amb un avís de la seva publicació formal el 22 de març de 2015, i el primer episodi de Hooky es va publicar com a Webtoon Original el 10 d'abril de 2015. La sèrie s'actualitzava setmanalment els divendres. Bonastre inicialment va preveure que el còmic digital tingués al voltant de 100 episodis, però l'estimació més tard va créixer a 200 a mesura que la sèrie continuava. La sèrie va concloure amb el seu episodi 222 el 9 de gener de 2020, amb unes preguntes i respostes addicionals publicades el 16 de gener.
Mentre treballava en el webtoon, Bonastre va crear el guió, el guió il·lustrat i unes quaranta o seixanta vinyetes a tot color en cinc o sis dies. En un moment donat, va arribar a les setanta, però va decidir reduir-les. A partir del 2017, l'autora va començar una altra feina relacionada amb l'art a l'hora que continuava amb Hooky. El seu dia funcionava de la següent manera: "Em llevo a les sis del matí, agafo el tren a dos quarts de vuit i vaig a Barcelona a treballar. Arribo a casa a les cinc de la tarda i treballo fins a les deu a Hooky"; també treballava els caps de setmana. Webtoon li va atorgar una relativa llibertat creativa amb el projecte: sempre que arribés a un llindar mínim d'entre vint-i-cinc i trenta vinyetes a la setmana i no inclogués sexe ni drogues, se li permetia fer qualsevol cosa.
Impresa
El gener de 2021, Webtoon, Houghton Mifflin Harcourt i Míriam Bonastre van anunciar plans per publicar els primers 71 capítols de Hooky en format de novel·la gràfica.La publicació del llibre es va fer el 7 de setembre de 2021 i havia d'incloure prosa en anglès actualitzada i contingut addicional. El llibre inclou trenta capítols amb un capítol extra. Per a la publicació impresa, Bonastre va haver de tornar a dibuixar les primeres seixanta pàgines (els primers deu episodis de Webtoon) de Hooky, ja que les il·lustracions inicials estaven en un ordinador portàtil anterior que es va espatllar. També va adaptar el còmic digital per imprimir-lo ella mateixa, reformatejant les pàgines com cregués convenient. El procés va implicar dissenyar les pàgines, tallar parts de la història i afegir fragments de vinyetes per tal que encaixessin correctament en els dissenys. Més tard es va anunciar un segon volum d'impressió, que va sortir al mercat el 6 de setembre de 2022. Ja ha escrit el tercer volum de l'obra, que està previst que es publiqui el 26 d'octubre de 2023.
Una edició espanyola de la novel·la gràfica es va publicar el gener de 2021 a través de Planeta de Libros.
| Núm. | Títol           | Data de publicació     | Enquadernació | Pàgines | Editorial                 | ISBN                   |
| ---- | --------------- | ---------------------- | ------------- | ------- | ------------------------- | ---------------------- |
| 1    | Hooky. Volume 1 | 7 de setembre de 2021  | Cartoné       | 384     | Houghton Mifflin Harcourt | ISBN 978-0-358-46830-1 |
| 2    | Hooky. Volume 2 | 6 de setembre de 2022  | Cartoné       | 368     | HarperCollins             | ISBN 978-0-358-69309-3 |
| 3    | Hooky. Volume 3 | (26 d'octubre de 2023) | Tapa dura     | 400     | Clarion Books             | ISBN 978-0358693581    |

## Acollida
La sèrie ha rebut crítiques generalment positives, amb elogis pel seu art, personatges i construcció del món, però crítiques per la seva traducció a l'anglès. Kirkus Reviews va escriure que el "conflicte central del llibre juga amb les idees del bé i el mal, així com amb els prejudicis i les suposicions" i que els personatges "s'enfronten als dubtes i qüestions d'autoestima". Va elogiar-ne "l'art enèrgic, estil manga" i la "paleta de colors dramàtica", així com la naturalesa trepidant del llibre. En escriure per a Booklist, la crítica Sara Smith va elogiar-ne els personatges, i va escriure que "la majoria dels personatges són convincents i simpàtics", però va assenyalar que "alguns lectors podrien trobar algunes de les seves motivacions una mica trillades". També va felicitar el treball artístic, lloant-ne els "bells i brillants colors amb detalls encantadors i atmosfèrics". En una crítica positiva per a Geek Girl Authority, l'escriptora Julia Roth va declarar que "la sèrie inclou un repartiment de personatges colorit" i "segur que us oferirà una aventura inoblidable." Hayley Andrews de Comic Book Resources va suggerir la sèrie als fans del manga fantàstic, escrivint que "Hooky és alhora conmovedor i desgarrador, semblant a molts animes sorprenents, però val la pena llegir-lo."
Elias Rosner de Multiversity Comics, en una ressenya en profunditat de Hooky per a la sèrie "Webcomics Worth Watching" de la plataforma, va escriure que la construcció del món a Hooky "va crear una història massiva que només fa que tornar-se més interessant amb cada nou episodi" i va anomenar els personatges centrals Dani i Dorian "entranyables". El treball artístic de Bonastre, en particular el seu detall i l'arquitectura d'inspiració espanyola, va ser elogiada. Els dissenys de les vinyetes, que Rosner va assenyalar com a "encaixades", van ser criticades, així com els errors gramaticals dels primers capítols. En una ressenya de WomenWriteAboutComics, l'autora Claire Napier va assenyalar que el treball artístic de Hooky era "dibuixat de manera molt atractiva, […] amb uns dissenys molt agradables i atractius i elecció de vinyetes esquemàtiques", però, va trobar que els errors gramaticals distreien. Sobre les qüestions gramaticals, Napier va escriure que "les línies del webcòmic solen estar molt confuses, eliminant qualsevol sentit del caràcter de la veu i fent que les pàgines semblin estèrils". En una ressenya per a Deculture, la crítica Suzume Mizuno va escriure que "els personatges es desenvolupen lentament però tenen espai per al seu propi creixement" i ha assenyalat que "val la pena destacar els dolents", les motivacions dels quals no són "blanques o negres". Mizuno també va felicitar l'equilibri de la sèrie entre elements d'acció i slice-of-life.
Popularitat
A l'agost de 2021, Hooky tenia 95 milions de lectors únics, mentre que l'etiqueta "#HookyCosplay" tenia més d'1,7 milions de visualitzacions a TikTok. Al novembre de 2021, la sèrie comptava amb més de 830.000 subscriptors. L'edició impresa de Hooky va situar el primer volum a la quinzena posició de la llista dels més venuts de The New York Times l'octubre de 2021, en la categoria de llibres gràfics i manga. En data de 2017, el major nombre de lectors de Hooky es trobava als Estats Units, seguit d'Indonèsia, Espanya, Mèxic i el Brasil.